# Exxon Valdez
Exxon Valdez, imenovan tudi Dong Fang Ocean, Exxon Mediterranean, SeaRiver Mediterranean, S/R Mediterranean in Mediterranean, je naftni tanker, ki je postal slaven, ko je nasedel v zalivu Princa Williama na Aljaski, pri čemer se je na aljaške obale izlilo na sto tisoče sodčkov surove nafte. 24. marca 1989, v lasti bivšega podjetja Exxon Shipping Company in na krovu s kapitanom Josephom Hazelwoodom, je na poti v Long Beach v Kaliforniji tanker nasedel na greben Bligh. To je pripeljalo do drugega največjega razlitja nafte v zgodovini Združenih držav. Velikost izliva je bila ocenjena od 40,900 do 120,000 m3. Leta 1989 je bilo izlitje iz Exxon Valdeza ocenjeno kot 54. največje razlitje nafte v zgodovini.

## Kariera
Tanker je bil dolg 301 m, 50 m širok, 26 m globok, prazen je tehtal 30.000 ton, poganjal ga je 23.60 MW dizelski motor. Prevažal je lahko do 235,000 m3 tovora (1.48 milijona sodčkov/200.000 ton) s hitrostjo 30 km/h. Zgradili so ga v National Steel and Shipbuilding Company v San Diegu. Ob razlitju relativno nov tanker je bil dostavljen podjetju Exxon decembra 1986.

## Incident in nesreča
V času razlitja je bil Exxon Valdez uporabljen pri transportu surove nafte iz aljaškega črpališča v Valdezu. Ko je nasedel, je tovoril okrog 201,000 m3 nafte. Po izlitju so ga odvlekli v San Diego, kamor je prispel 10. junija 1989. S popravili so začeli 30. junija 1989. Odstranjenega in zamenjanega je bilo približno 1,6 tone jekla. Cena popravil je znašala 30 milijonov ameriških dolarjev. Po popravilu se je Exxon Valdez preimenoval v Exxon Mediterranean, nato SeaRiver Mediterranean, ko je Exxon prenesel ladijske posle na podjetje River Maritime Inc. Ime so nato skrajšali v S/R Mediterranean in končno leta 2005 v Mediterranean. Čeprav se je podjetje Exxon za kratek čas trudilo vrniti tanker med svojo severno ameriško floto, je bila tankerju z zakonom prepovedana vrnitev v zaliv Princa Williama. Za tem so ga uporabljali v Evropi, Bližnjem vzhodu in Aziji. Leta 2002 so ga ponovno umaknili iz plovbe. Leta 2005 je ponovno začel pluti pod zastavo Marshallskih otokov ugodnosti. Od takrat so zakoni evropske unije prepovedali ladjam z enojnim dnom vstop v pristanišča Evropske unije. Nato je plul v vhodni Aziji. Zgodaj leta 2008 je podjetje SeaRiver Maritime, ki je hčerinsko podjetje podjetja ExxonMobil, prodalo Mediterranean ladijskemu podjetju iz Hong Konga z imenom Hong Kong Bloom Shipping Ltd., ki jo je ponovno preimenovalo v Dong Fang Ocean. Od takrat dalje je plul pod Panamsko zastavo. Leta 2008 je bil tanker predelan za prevažanje rude.

## Tožba proti podjetju Exxon
Tožba je bila vložena v imenu 38.000. strank. Leta 1994 je porota podelila tožniku 287.000.000 ameriških dolarjev odškodnine in 5 milijard ameriških dolarjev kazenske odškodnine. Exxon se je pritožil in sodišče mu je zmanjšalo kazensko odškodnino na 2.500.000.000 ameriških dolarjev. Exxon se je nato pritožil za kazensko odškodnino na vrhovno sodišče, ki je omejilo škodo na 507.500.000 ameriških dolarjev v juniju 2008. 27. avgusta 2008 se Exxon Mobil dogovori, da plačajo 75% od 507.500.000 ameriških dolarjev odškodninske odločbe, ter da se pogodi za razlitje leta 1989 na obalah Aljaske. Junija 2009 je zvezna odločba naložila Exxonu plačilo dodatnih 480.000.000 ameriških dolarjev za zamudne obresti.
Leta 2010 je bilo približno 98 kubičnih metrov nafte, ki se je izlila iz Valdeza še vedno v pesku in prsti Aljaske.

## Trk z MV Aali in konec plovbe
29. novembra 2010 je Dong Fang Ocean v morju južne Kitajske trčil s tovorno ladjo Aali, ki je plula pod Malteško zastavo. Obe polovili sta bili močno poškodovani v nesreči. Aali je bila odvlečena proti Weihai in Dong Fang Ocean v pristanišče Longyan v Shandongu. Ladja je bila še decembra 2010 privezana v Dalianu. 2. avgusta 2012 so jo zapeljali na indijsko obalo in pričeli z njenim razrezom.

## Fikcija
- Exxon Valdez se je pojavil v filmu Waterworld, kjer je še vedno ohranjen. V prihodnosti je svet preplavljen z vodo zaradi globalnega segrevanja, Exxon Valdez pa je uporabljen kot baza za operacije piratov.
- V znanstveno fantastični nadaljevanki Sanctuary se v 2. delu 2. sezone pojavi kot kodirano ime za operacijo.
- Razlitje nafte na začetku epizode Simpsonovi - Bart after Dark, se nanaša na nesrečo Exxona.